# إدغار إم. غريغوري
كان إدغار مانتلبرت غريغوري (1 يناير 1804 - 7 نوفمبر 1871) ضابطًا في جيش الاتحاد خلال الحرب الأهلية الأمريكية، ومسؤولًا في مكتب المعتوقين، ومؤيدًا لإلغاء العبودية. كان يعمل قبل الحرب في تجارة الخشب وأعمال البنوك والسكك الحديدية في سينسيناتي، حيث ساعد بعض الأفراد على الهروب من العبودية. وخلال الحرب ترقى إلى رتبة لواء فخري «لخدمته الشجاعة والمتميزة».
تعين في نهاية الحرب مساعد مفوض مكتب المعتوقين في ولاية تكساس. استمر أصحاب المزارع وغيرهم، ممن كانوا قلقين على محاصيل القطن، في معاملة السود عبيدًا، واتسمت تلك المعاملة بالقسوة والوحشية، وأجبروهم على البقاء في تكساس. أوصى غريغوري، أحد دعاة إلغاء العبودية، باستخدام عقود العمل لتحديد شروط التوظيف والدفع مقابل الخدمات المقدمة. رُقي إلى منصب المفتش العام وترك منصبه بسبب رجال بيض، مثل ديفيد بيرنت، الذي اعتبره مكترثًا أكثر مما ينبغي بحقوق الأمريكيين الأفارقة. عينه يوليسيس إس. غرانت في منصب مارشال الولايات المتحدة في المنطقة الشرقية من ولاية بنسلفانيا في مايو 1869، وكان على رأس عمله عندما توفي.

## الحرب الأهلية
أثناء الحرب الأهلية الأمريكية، كان غريغوري ضابطًا في جيش الاتحاد. التحق ولداه بالجيش وخدما حتى نهاية الحرب. انضم غريغوري إلى جيش الاتحاد في 2 أغسطس 1861 وتعين عقيدًا في فوج مشاة بنسلفانيا الواحد والتسعين. خاض الفوج 21 معركة. وأُصيب غريغوري في ساقه في 3 مارس 1863 في تشانسيلورسفيل بفيرجينيا. تعرض هو وقواته للهجوم في تلة ليتل راوند توب في معركة غيتيسبيرغ. كان في موضع القيادة خلال حملة ريتشموند في أغسطس 1864 (معركة ديب بوتوم الثانية والعمليات الهجومية على خط ويلدون للسكك الحديدية). رُفع إلى رتبة عميد فخري في 30 سبتمبر أو 17 أكتوبر 1864 إثر معركة كنيسة بوبلار سبرينغز على «الخدمة الشجاعة والمتميزة».
كان غريغوري وفوجه حاضرين في معركة أبوماتوكس كورت هاوس وما نتج عنها من استسلام جيش فرجينيا الشمالية. تولى فيها قيادة اللواء الثاني، متطوعو نيويورك، الفرقة الأولى، الفيلق الخامس. وفي 23 يونيو 1865، في اتفاق نهاية الحرب الأهلية الأمريكية، أصدر غريغوري أمرًا عامًا: «. . . أصحاب البشرة الملونة لهم نفس الحرية الشخصية التي يتمتع بها المواطنون والسكان الآخرون». أقر الجنرال أوليفر أوتيس هوارد على إصدار هذا الأمر.
سُرحت كتيبته في يوليو 1865. ورُفع إلى رتبة لواء في 9 أغسطس 1865 أو 9 أغسطس 1866، «لسلوكه الشجاع» في معركة فايف فوركس. سرحه وزير الحرب في 30 نوفمبر 1867.

## مكتب المعتوقين

### أحداث سابقة
أصدر الجنرال غوردن غرينغر بيانًا في تكساس يفيد بأن العبودية قد انتهت، ولكننا «نهيب بالمعتوقين البقاء في منازلهم الحالية والعمل مقابل أجر». وفي مقاطعة واشنطن، أوعز مسؤول بالجيش إلى الأمريكيين الأفارقة بعدم الاحتفال بحريتهم. واجه السود في تكساس أعمال عنف على يد عصابات من المسلحين البيض أو المجرمين إذا ما حاولوا مغادرة الولاية، ومنعوهم من المغادرة. ونُقل السود قسرًا إلى تكساس للعمل في المحاصيل، وكان ثمة لجان تشكلت لمنع السود من العودة إلى عائلاتهم في ولايات أخرى. بقي أمريكيون أفارقة آخرون في تكساس بناءً على وعدٍ من أصحاب مزارع القطن بأنهم سيحصلون على حصة من المحصول في نهاية العام. واختُطف المعتوقون لبيعهم في دول العبيد مثل البرازيل أو كوبا.

### تكساس
تعين مسؤولًا في مكتب المعتوقين بعد الحرب. فكان مساعد المفوض المسؤول عن ولاية تكساس. وفي سبتمبر 1865، تولى إدارة مصلحة جمارك غالفستون. اختير لجسارته، نظرًا لكون الدولة تتعرض لظروف «خطيرة صعبة»، وكان مؤيدًا قويًا لإلغاء العبودية. جال في مزارع شرق تكساس لتقييم معاملة السود. ووجد أن السود يتلقون معاملة العبودية السابقة ذاتها. وصادف حوادث «تراوحت بين القتل العمد، والضرب الوحشي، والجلد بلا رحمة، ومطاردة الرجال بكلاب الصيد، فضلًا عن كل ما هو أقل إجرامًا وقسوة». كان غريغوري مساعد المفوض في تكساس والوحيد من دعاة إلغاء العبودية إلغاءً مطلقًا، وكان العديد من البيض غاضبين من ميوله تجاه السود، الذين اعتبرهم غريغوري أشخاصًا محترمين، ذوي أخلاق حسنة، ويستحقون العيش بحرية. رأى نفسه متفوقًا على الأمريكيين الأفارقة.
تحدث غريغوري إلى البيض والسود حول التحرير بعد الحرب، تحريرٌ اعتبره سكان تكساس البيض تعسفيًا وغير قانوني، وحول إعادة الإعمار، وأجرى محادثاته كل ليلة بعد انتهاء العمل. وذكر هو ومساعد آخر أن الأمريكيين الأفارقة «يجب أن يُظهروا من خلال عملهم ومثابرتهم استحقاقهم للحرية». بددوا الشائعات الدائرة، موضحين أن السود لن يحصلوا على أراض من مالكي العبيد أو الحكومة من أجل العمل في مزارعهم الخاصة. ووزع نماذج عن عقود العمل على الأشخاص السود والبيض.
تدبر مشكلة العمالة من خلال إعداد عقود عمل بين المعتقين ومالكي العبيد السابقين، متضمنةً تأمينًا على المحاصيل التي يزرعها المعتقون، وعين وكلاء محليين لإدارة الخلافات. وأشرف على عقود العمل وإعانة العاطلين والقضايا ذات الصلة. وأمر قوات من الجيش بإجراء دوريات بالقرب من المزارع وتنفيذ الاتفاقيات التي تنص عليها العقود.
أشرف على بناء العديد من المدارس والكنائس. فُصل غريغوري من منصبه في يناير 1866، بناءً على انتقادات ديفيد جي. بيرنت الهجومية التي تفيد بأن غريغوري كان يثير سخط المعتقين على أصحاب عملهم. تلقى غريغوري الثناء على خدمته، ورُفع إلى رتبة مفتش عام، وبعد ذلك ترك منصبه في 13 أبريل 1866. استُبدل بغريغوري، اللواء جوزيف كيدو، الذي «يدير الأمور لصالح الرجل الأبيض».